# Madison (Ohio)
Madison – wieś w Stanach Zjednoczonych, w stanie Ohio, w hrabstwie Lake.